# Snyderina yamanokami
Snyderina yamanokami és una espècie de peix pertanyent a la família dels tetrarògids i a l'ordre dels escorpeniformes.

## Descripció
Fa 24 cm de llargària màxima. En estat viu és de color marró clar amb taques petites i irregulars de color taronja als flancs del cos. Aletes pectorals i pelvianes de color negre blavós. Totes les aletes tenen nombroses franges marronoses i fosques que travessen els seus radis i amb espais intermedis de color taronja. Petits punts negres en algunes de les espines i radis tous de l'aleta dorsal. 7 radis branquiòstegs. 25-26 vèrtebres.

## Alimentació
El seu nivell tròfic és de 3,41.

## Hàbitat i distribució geogràfica
És un peix marí, demersal (fins als 90 m de fondària) i de clima tropical, el qual viu al Pacífic occidental: el Japó (des de la badia de Sagami fins Amami Oshima -una de les illes Amami a la prefectura de Kagoshima- i les illes Ryukyu), la mar Groga, la Xina, Taiwan (incloent-hi les illes Pescadors), el mar de la Xina Meridional, el mar de Banda i Indonèsia.

## Observacions
És inofensiu per als humans i el seu índex de vulnerabilitat és de moderat a alt (45 de 100).